# Agabus sikhotealinensis
Agabus sikhotealinensis là một loài bọ cánh cứng trong họ Bọ nước. Loài này được Lafer miêu tả khoa học năm 1988.